# Massaranduba
Massaranduba este un oraș în Paraíba (PB), Brazilia.